# Estadio Husky

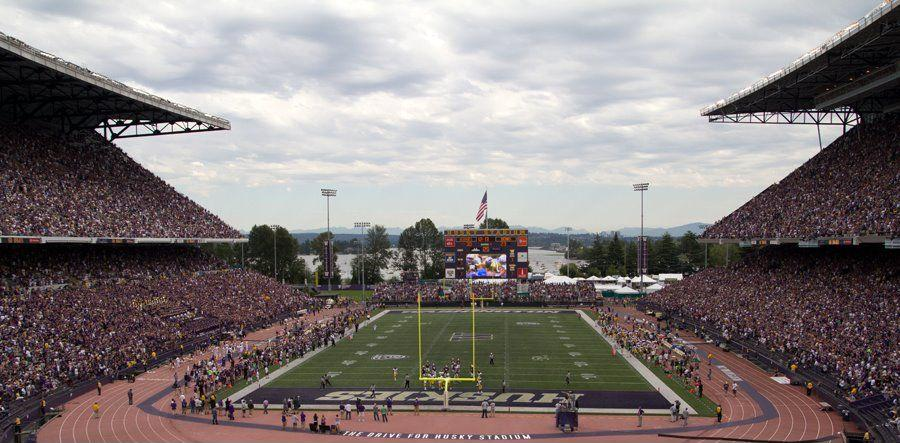
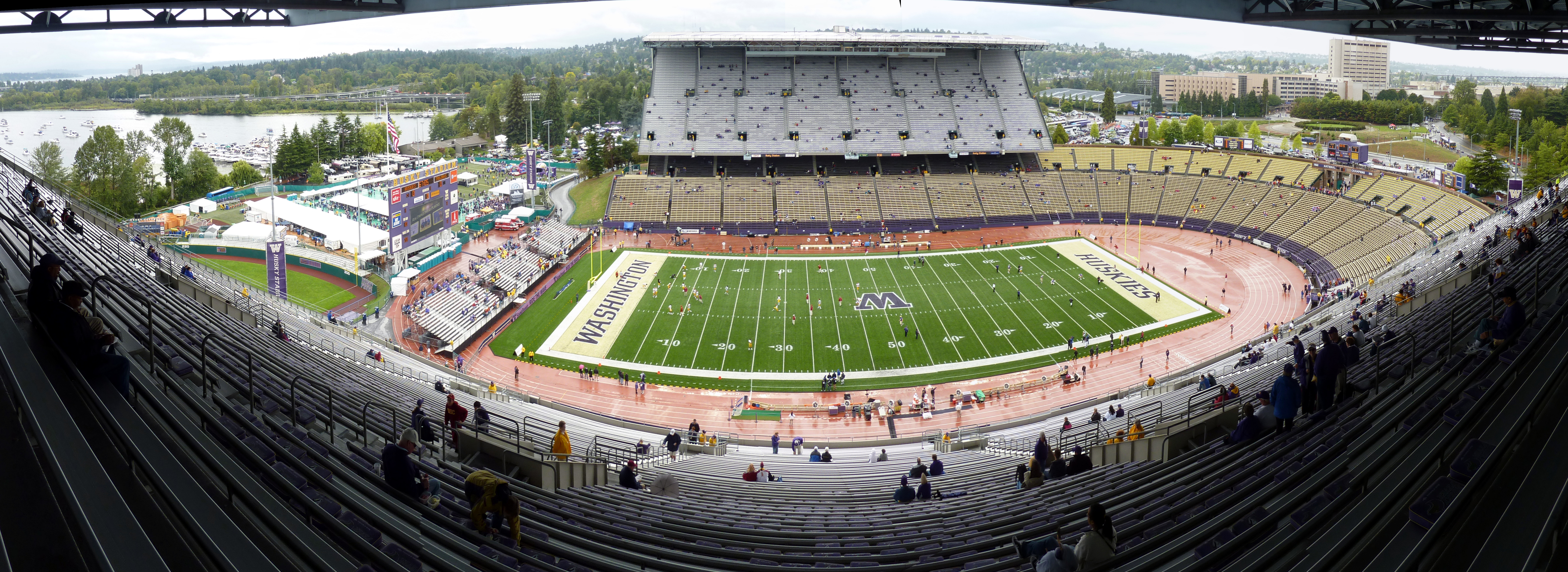

Estadio Husky (en idioma inglés Husky Stadium) es un estadio de fútbol americano colegial ubicado en el campus deportivo de la Universidad de Washington en Seattle, Washington, fue inaugurado en el año de 1920, tiene una capacidad para albergar a 72 500 aficionados cómodamente sentados, su equipo local son los Washington Huskies pertenecientes a la Pacific Ten Conference de la National Collegiate Athletic Association.